# TV Perú
TV Perú es la cadena de televisión pública del Perú. Es la primera emisora de teledifusión del país y la de mayor cobertura nacional. Desde 2010, inició oficialmente sus transmisiones en la televisión digital terrestre y se convirtió en el primer canal peruano en usar oficialmente esta tecnología.
Forma parte del Instituto Nacional de Radio y Televisión del Perú (IRTP) junto con otros medios como Radio Nacional del Perú y Radio La Crónica AM. Estos medios son propiedad del Gobierno peruano, que ha estado en el centro de la controversia por el control de su postura editorial. Su canal hermano, TV Perú Internacional, transmite su señal a toda América, Europa, Asia, Oceanía y el Norte de África.

## Historia

### Fundación y primeros años
La primera transmisión experimental de televisión en Perú ocurrió el 21 de septiembre de 1939: se emitieron una película y un programa artístico desde el colegio Nuestra Señora de Guadalupe, en Lima por el Canal 3. Luego se realizaría otra prueba, esta vez desde el Gran Hotel Bolívar el 11 de abril de 1955 a cargo de Antonio Pereyra ahora por el Canal 6. 
El 12 de enero de 1957, el gobierno publicó el Reglamento General de Comunicaciones, el cual incluía una normativa actualizada en materia de televisión, reservando las señales de los canales 5 (hoy señal ocupada por Panamericana Televisión) y 7 para el Estado. Se instala en el piso 22 del edificio del Ministerio de Educación en ese entonces, los estudios del futuro canal 7 y en la azotea del edificio (en su momento el más alto de Lima) una pequeña antena y un modesto transmisor de 100 vatios en imagen y 50 en audio.
Luego en abril del mismo año, se declaró a la TV amparada en la Ley de Promoción Industrial, permitiendo la importación exonerada de tributos de los equipos destinados a la transmisión televisiva, ya en las tiendas de electrodomésticos en toda Lima se veían ya televisores de diversas marcas. 
Llegó entonces la fiebre por la televisión, para mediados de año se podía captar la "señal en prueba". El canal 7 de Lima fue fundado por la Unesco y el Gobierno peruano el 12 de enero de 1958, como OAD-TV emitiendo un documental técnico sobre la televisión y también sobre instalación de antenas, lanzado como una estación de televisión experimental con el indicativo de señal OAY-4E. Se emitió en una frecuencia de 179 MHz. Emitía tres veces por semana y era operada por la Escuela de Electrónica del Ministerio de Educación del Perú. Sus primeros programas fueron: Quince minutos de canciones, Informativo del canal, Melodías de antaño, Álbum criollo entre otros.
Entre 1959 y 1962, sus transmisiones se vieron interrumpidas debido a motivos de reorganización dentro de la administración de la estación. En 1961, por motivos de pugnas internas en el canal, la administración del canal 7 se dividió en dos grupos: la Estación de Televisión Canal 7 y la Escuela de Electrónica Inca Garcilaso OAD-TV Canal 7. Después de resolverse las discrepancias entre estos dos, la estación vuelve a transmitir normalmente el 14 de junio, con emisiones desde las 5:00 p. m. hasta las 9:00 p. m.. Para ese entonces, el canal ya emitía programación regular de tres horas los lunes a sábado, exclusivamente de tipo cultural.

### La teleeducación
Más tarde, con la creación del Instituto Nacional de Teleeducación (INTE) y, a partir de 1965, se comienza a emitir La teleescuela del 7. Hasta 1970, el Centro de Teleeducación del canal ofrecía programación cultural dirigida a la audiencia infantil de zonas pobres del país. Durante la dictadura militar de Juan Velasco Alvarado, el canal es renombrado como Televisión del Estado y la administración del canal aprovechó la existencia del INTE para la coproducción de programas educativos. El canal cambió de administración: del Ministerio de Educación a la Oficina Nacional de Información, órgano dependiente de la Presidencia de la República.

### Dictadura militar y televisión a color
Durante la década de 1970, el canal continúa con una tendencia a una programación cultural y educativa. Se realizaron varios programas con fines educativos, como Titeretambo, La casa de cartón, Pasito a paso y Chiquilines. Tras la constitución del Sistema Nacional de Información a fines de 1973, se funda la Empresa Nacional de Radiodifusión del Perú (ENRAD Perú), que controlaría el canal público ENRAD Perú Canal 7, Radio Nacional del Perú y las expropiadas radioemisoras de la cadena de la familia Cavero, como Radio La Crónica AM, que formarían parte de ENRAD Perú.
El canal cambia de orientación cultural a un enfoque comercial y competitivo frente a América Televisión y Panamericana Televisión de Telecentro, una empresa privada con el 50% de sus acciones propiedad del Gobierno militar. Durante esa época, fue lanzado al aire el programa humorístico Estrafalario (1976-1979), un programa de música criolla llamado Una noche con lo nuestro, un programa de índole miscelánea El especial de los miércoles, y el programa español importado de Televisión Española 300 millones, muy popular en esa época. En esos años, el canal empezó a superar en recepción de audiencia a América Televisión y a Panamericana Televisión.
A causa de la dictadura militar que gobernó el país durante los años 1970, las primeras transmisiones experimentales en color se inician en 1974, cuando el INTE realiza breves emisiones usando alternadamente los sistemas SECAM y PAL gracias al apoyo de varias emisoras estatales de Japón y Francia. A fines de 1976 y durante 1977, se implementan las primeras transmisiones en color utilizando el estándar americano NTSC que sería finalmente oficializado. Una de las muestras apareció la actriz Gina Lollobrigida. El 17 de enero de 1978, Canal 7 se convierte en el primer canal peruano en abandonar la televisión en blanco y negro, aunque algunos programas (como Estrafalario) siguieron emitiéndose de manera monocromática hasta 1979.

### Apertura democrática y la era del satélite
Con la apertura democrática en 1980, los canales privados anteriormente confiscados fueron devueltos a sus antiguos y verdaderos propietarios e ingresaron nuevos competidores, como Frecuencia 2, Stereo 33, Canal 9 y RBC Televisión. El SINADI, empresa que operó en el gobierno de Velasco Alvarado, se transformó en el Sistema Nacional de Comunicación Social (SINACOSO), lo cual sancionó a todo aquel que tomaba ilegalmente los medios de comunicación privados; mientras que ENRAD Perú pasó a denominarse Empresa Nacional de Cine, Radio y Televisión Peruana S.A. más conocido como Radio Televisión Peruana. Al norte y al sur de la capital peruana la señal del canal 7 también podía verse en simultáneo en el canal 9, señal que dejó de emitir en mayo del mismo año para dar paso a su independencia. En el mismo año, RTP transmitía programas estelares con la ayuda de la Alianza Francesa, dibujos animados, documentales, series y películas. Pero el Canal 7 nunca pudo igualar en sintonía a los canales privados porque competir a ellos, en palabras del presidente ejecutivo Fernando Schiantarelli, «atenta directamente contra su política de dar cultura».
En 1982, el canal empezó sus transmisiones vía satélite a nivel nacional, en que ese entonces solo cubría a 13 ciudades del país. Ya en 1985, la señal se emitía a través de 183 retransmisoras en todo el país e, iniciado el primer gobierno de Alan García, RTP cambia de nombre a TV Perú. A pesar de que alcanzaba altos índices de audiencia al nivel nacional, en Lima la emisora sufría de baja sintonía. Su programación comenzaba a las cuatro de la tarde, no era publicitada por el propio canal y raras veces se emitían comerciales.
En la década de los 90, durante el fujimorato, TV Perú revierte su denominación a RTP y comienza a emitir programas infantiles japoneses, donadas por la cadena japonesa NHK, hasta 2008, entre los que destacaron ¿Puedo hacerlo yo? y Niños en crecimiento. También se emitieron series animadas estadounidenses, británicas y europeas como Garfield y sus amigos, Pingu, Beany and Cecil, What-a-Mess, Penny Crayon, Bertha, Gran, entre otras. Sin embargo, los programas informativos sufrieron cambios con propósitos políticos. Apenas en el año 2000, los manifestantes protestaron en el exterior del canal de televisión debido al uso proselitista de los informativos a favor de Alberto Fujimori.
El 20 de marzo de 1997, la administración de RTP pasó a estar subordinada al Ministerio de Educación. A raíz de este cambio, SINACOSO y ENCRTP se fusionan dentro de una sola entidad para dar paso al Instituto Nacional de Radio y Televisión del Perú (IRTP). Como consecuencia, RTP cambió de nombre a Televisión Nacional del Perú (TNP), denominación en uso hasta julio de 2006.

### Década de 2000 en adelante
En 2000 fue el año que el canal recuperó su enfoque cultural. En su horario estelar, se recurrió a los programas emblema del canal como Sucedió en el Perú y El placer de los ojos. En 2001 el canal consiguió un convenio con la Televisión Central de China para exportar futuras producciones culturales. Esta etapa fue determinante cuando José Watanabe asumió la gerencia mientras Ernesto Hermoza asumía IRTP.
En 2002, bajo el gobierno de Alejandro Toledo, se nombró por breve tiempo una nueva administración del IRTP con profesionales en radiodifusión. Una muestra de ello es el lanzamiento de TV Rock, su programa de difusión del rock peruano. En 2003, las operaciones del IRTP fueron transferidas al sector presidencial del Consejo de Ministros.
En 2004 aplicó el sistema de subtítulos cerrados. Además del rock, centró el proceso de cultura musical como el programa de música nacional Mediodía criollo. Sin embargo, en 2002 Televisión Nacional del Perú empezó a retransmitir series de televisión antiguas a valores cercanos de 800 dólares por capítulo; mientras que a mediados de la década, comenzó transmitir novelas coreanas de múltiples cadenas televisivas de Corea del Sur.
A mediados de 2006, bajo el segundo gobierno de Alan García, el canal es renombrado nuevamente como TV Perú. Este contó como la imagen a la presentadora Vanessa Saba.
En agosto de 2009, debido a una reestructuración, la cadena de televisión decidió dejar emitir publicidad privada durante los cortes comerciales para limitarse a emitir publicidad estatal y anuncios de programación. Esta situación duró hasta noviembre de 2010, mes en el cual regresó la publicidad. Ese mismo año, el IRTP vende los derechos de las novelas coreanas a Panamericana Televisión. El 30 de marzo de 2010, TV Perú inició transmisiones en la televisión digital terrestre (mediante el estándar ISDB-T) a través del canal 16 UHF de Lima, en una ceremonia realizada desde el Palacio de Gobierno. De esta manera, se convirtió en la primera cadena de televisión en el país en transmitir de forma digital. La señal inicialmente disponible en la TDT poseía programación distinta a la disponible en la señal analógica por VHF y en las operadoras de televisión de pago.
En 2011, durante el gobierno de Ollanta Humala, TV Perú recibió un préstamo de 200 millones de dólares para masificar la señal digital.  También encargó la producción de la miniserie Conversando con la Luna, compuesta por cinco episodios basados en historias de la vida real. La serie se estrenó en 2012. En simultáneo, el canal incluyó programas educativos de Discovery Networks.
El 3 de noviembre de 2013, el canal lanzó su propia señal de noticias, denominada TV Perú 7.3 por el subcanal 7.3 de la TDT de Lima y los subcanales x.3 del múltiplex del IRTP al nivel nacional (desde 2020, su nombre es TV Perú Noticias). A finales de 2014, el IRTP lanzó TV Perú Internacional, señal internacional de la cadena pública que comenzó a ser distribuida en las operadoras de televisión de pago en Chile y Bolivia y, desde el 15 de diciembre de 2017, se encuentra disponible a nivel internacional al comenzar sus emisiones por satélite.
El 5 de mayo de 2018, durante el gobierno de Martín Vizcarra, TV Perú pasó a emitir programación y publicidad a 16:9 en modo de prueba en la señal de resolución estándar, con el logotipo intacto aún configurado en 4:3. Dos días después, el 7 de mayo, TV Perú oficialmente cambió la relación de aspecto de su señal estándar de 4:3 a 16:9 con el logotipo adaptado a la pantalla panorámica. El 12 de junio, el canal firma un convenio con Latina Televisión para retransmitir los partidos de la Copa Mundial de la FIFA Rusia 2018 por la cadena estatal para garantizar la recepción del evento en casi todo el país, con un total de 245 localidades que podrán ver el certamen deportivo. En 2019, el IRTP comienza una reestructuración de sus medios de comunicación. De esta forma, TV Perú adquirió los derechos por señal abierta de los Juegos Panamericanos y Parapanamericanos Lima 2019.
El 30 de enero de 2020, la señal en resolución estándar de TV Perú es relanzada como Nacional TV en el subcanal 7.2 de la TDT de Lima. El lunes 16 de marzo de 2020, tras un mensaje a la nación del expresidente Martín Vizcarra decretando cuarentena obligatoria al nivel nacional por la Pandemia de COVID-19, TV Perú estrenó 2 programas temáticos: Hablemos del COVID-19 y COVID A Las 19 Horas, además de cambiar la programación habitual de la cadena por una de emergencia. Además, su señal pasó a ser retransmitida por Nacional TV, Canal IPe y TV Perú Noticias a tiempo completo debido a la situación sanitaria. Ambos programas fueron retirados en junio del mismo año con el fin de la cuarentena obligatoria y, a su vez, TV Perú retornó a su programación habitual. TV Perú Noticias y Canal IPe progresivamente retornaron a emitir programación propia, mientras que Nacional TV desapareció, siendo reemplazado por la señal espejo de TV Perú HD.
El 5 de abril de 2020, el IRTP, junto con el Ministerio de Educación, anunciaron el estreno del programa Aprendo en casa dedicado a la educación a distancia para niños y adolescentes debido al impacto del COVID-19 y la imposibilidad de realizar clases presenciales. El programa fue estrenado por TV Perú, TV Perú Noticias, Canal IPe y Nacional TV. En mayo, los canales del IRTP (excepto Canal IPe) comenzaron a emitir el programa Debate Democrático del canal Congreso TV. El 7 de septiembre, TV Perú renovó su programación y estrenó nuevos programas. En octubre, TV Perú empezó a transmitir el programa mensual Compartiendo con el país en mención. Un mes después, en noviembre de 2020, el IRTP, junto con la Biblioteca Nacional del Perú, lanzan la campaña Más Libros, más libres. A mediados de noviembre, tras la segunda vacancia de Martin Vizcarra, la polémica llegada de Manuel Merino como presidente interno y las fuertes protestas al nivel nacional en contra de este último, el gerente de prensa de TV Perú, Renzo Mazzei, renunció debido a que Merino le ordenó censurar y manipular la cobertura periodísticas de la emisora sobre las protestas. Posteriormente, un grupo de periodistas del canal y varios usuarios en las redes sociales denunciaron que TV Perú había reemplazado la cobertura del estallido social por programas culturales mientras sucedían los acontecimientos. Tras cinco días en el cargo, finalmente Merino renunció a la presidencia de la República.
A finales del mismo mes, TV Perú y Canal IPe comienzan a emitir series animadas en lenguas originarias (en diferido).
En 2022, se estrenó el Ciclo de cine peruano hecho en regiones a partir de largometrajes ganadores del concurso financiado por los Estímulos Económicos para la Cultura del Ministerio de Cultura.
En 2023, TV Perú renovó su programación con nuevos programas y la inclusión de nuevas personalidades, en el breve mando del presidente de IRTP Jesús Solari Díaz. Además se confirmó el regreso de Presencia cultural y Reportaje al Perú. Sin embargo, con el nuevo gobierno de Dina Boluarte, Jesús Solari Díaz renunció meses después. Posteriormente, bajo la dirección de la exjefa de prensa de Boluarte, Ninoska Chandia, se anunció una nueva programación y la reestructuración de sus informativos, en medio de acusaciones de falta de pluralidad y censura de posturas opositoras. 
Entre las contrataciones realizadas durante ese periodo también se encuentra la de Christopher Gianotti, quien en declaraciones públicas se pronunció a favor de la igualdad de oportunidades para los peruanos. Por otra parte, la profesora universitaria Marissa Bazán criticó públicamente al canal al considerar que sus declaraciones emitidas en un informativo fueron manipuladas con el objetivo de favorecer la imagen de la presidenta Boluarte.

## Programación
TV Perú ofrece programación de producción local, compuesta de temáticas informativa, educativa, de emprendimiento, cultural, turística, de entretenimiento, y gastronómica. Además ofreció contenido musical con ayuda de expertos del rubro como Pedro Cornejo, Gerardo Manuel y Mabela Martínez.
La cadena cuenta con noticieros que ofrecen acontecimientos en vivo, noticias de último minuto, pronóstico del tiempo, pronóstico de olas marinas y cierre económico (cambio de divisas), así como mensajes de servicio público y alertas con el nombre TV Perú Noticias. Además, emite el programa de entrevistas Cara a cara y el programa de actualidad Qué está pasando.
Además, TV Perú cuenta con un bloque de programación infantil, Chicos IPe, el cual se emite de lunes a viernes durante las mañanas. Así mismo, retransmite la programación de Congreso TV para televisión abierta mediante el bloque El Congreso Informa. Adicionalmente realiza eventos especiales como las Fiestas Patrias, el Festival de la Marinera, la Fiesta de la Virgen de Candelaria, la Semana Santa en Ayacucho y el Inti Raymi.
En 2016, TV Perú lanzó el primer programa en quechua llamado Ñuqanchik, un noticiero dirigido para las comunidades quechuahablantes del país. En 2017, se lanza un noticiero en aimara, Jiwasanaka. En 2018, TV Perú lanzó Ashi Añane, un programa dedicado a los aborígenes que hablan en lengua asháninka. Además, todas las ediciones de TV Perú Noticias incluyen un breve segmento en lenguas quechua y aimara antes de finalizar el noticiero.
En 2025, el IRTP anunció su estrategia de desconexión territorial con la inauguración de su dirección zonal en Arequipa. Con este hito, se estrenaron los informativos de TV Perú inicialmente para los departamentos del sur del país.

## Señales

### Analógica terrestre
Era la señal original del canal, emitida desde su fundación, el 17 de enero de 1958 en Lima por el canal 7 VHF análogo (54-60 MHz), usando NTSC 480i a 29,97 fotogramas por segundo y posteriormente a 60 fotogramas por segundo. En 1997 comienza a emitir en sonido estereofónico. Efectivamente se transmitía en 4:3 y desde 2010 cuando comenzaron las producciones en alta definición se emitían siempre con pan and scan. Desde 2010, la señal se emite en 16:9 comprimido a 4:3 luego de la unificación con la señal en alta definición. Esta señal dejó de transmitir en Lima y Callao el 31 de diciembre de 2024, tras concluir la primera etapa del apagón analógico

### TDT
TV Perú posee un múltiplex digital en el canal 16 de la banda UHF (506-512 MHz) de Lima, dentro de la televisión digital terrestre (TDT) desde el 30 de marzo de 2010. Estas son:
| Canal Virtual         | Contenido |
| --------------------- | --- |
| x.1 HD                | Señal principal del canal. Fue lanzada de manera oficial el 30 de marzo de 2010 bajo el nombre «TV Perú HD». Emite a resolución 1080i de 60 bandas por segundo. De 2010 a 2020, contaba con un logo mosca distinto al de la señal analógica, con el texto «HD» presente. El 30 de enero de 2020, la señal en resolución estándar de TV Perú se unifica con la señal HD, por lo que el logo mosca distintivo deja de usarse.          |
| x.2 Radio Nacional TV | Lanzado en 2012 como la versión de Congreso TV para la TDT, luego de un año, la señal comienza a retransmitir la programación de TV Perú disponible en televisión analógica. El 30 de enero de 2020, fue relanzado como la contraparte de televisión de Radio Nacional, pero debido a la cuarentena por COVID-19, en noviembre del mismo año recuperó su denominación original, TV Perú. En 2024, pasó a llamarse Radio Nacional TV. |
| x.3 TV Perú Noticias  | El 3 de noviembre de 2013 se lanzó TV Perú 7.3, inicialmente transmitiendo con cierre de transmisiones y posteriormente las 24 horas. Su nombre inicial se debía a su numeración en la TDT de Lima, el subcanal virtual 7.3. La programación se basa exclusivamente en noticias nacionales e internacionales, también miscelánea. En 2017 se renombra a TV Noticias 7.3, y en 2019 cambia de nombre nuevamente a TV Perú Noticias.   |
| x.4 IPe               | El 2 de diciembre de 2013, se lanzó la señal de TV Perú 7.4, un canal con programación exclusivamente cultural en el subcanal virtual 7.4 de la TDT de Lima. El 1 de julio de 2016, el canal fue reemplazado por IPe (Identidad Peruana) dedicado a la programación cultural y de entretenimiento para niños, adolescentes y jóvenes.                                                                                                |
| x.5 TV Perú Móvil     | Es la señal 1seg para teléfono celular lanzada en 2010; se emite en 240p a 30 fotogramas por segundo. Retransmite la señal HD. |

## Señal internacional

#### TV Perú Internacional
El 15 de diciembre de 2017, TV Perú lanzó su propia señal internacional. En sus primeros días, la señal comienza a tener alcance alrededor de toda Latinoamérica, y en 2019, se expandió a toda Europa, Norteamérica, Oceanía y el Norte de África.